# Articolo 1 della Costituzione italiana
(Articolo 1 della Costituzione della Repubblica Italiana)

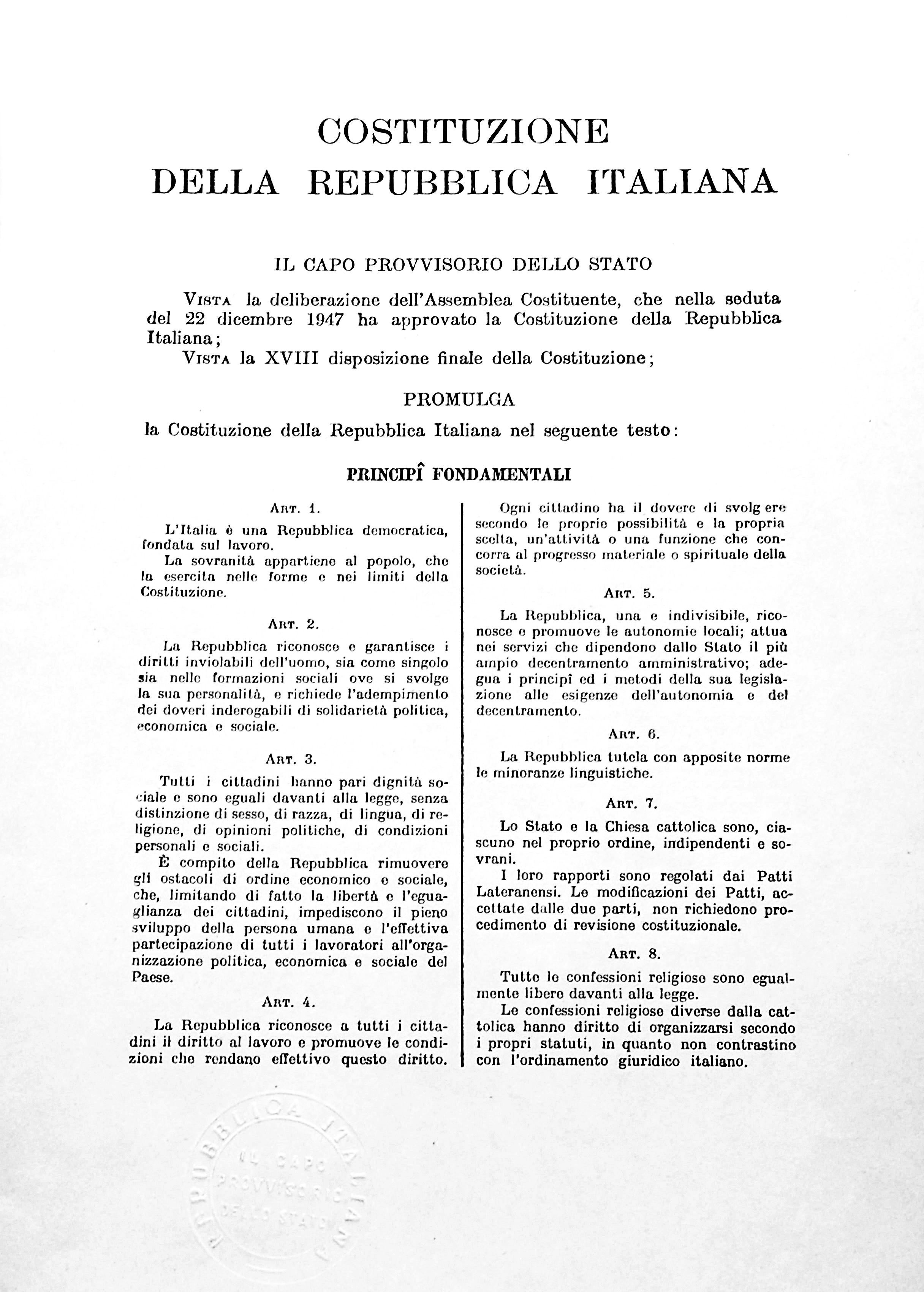
La prima pagina tratta da uno dei tre originali della Costituzione italiana ora custodito nell'Archivio Storico della Presidenza della Repubblica

L'articolo 1 della Costituzione italiana fissa in modo solenne il risultato del referendum del 2 giugno 1946: l'Italia è una repubblica.

## Descrizione
La forma repubblicana da quella monarchica si distingue per il titolare della sovranità: se nella monarchia la sovranità appartiene al re, in nome del quale si fa e amministra la legge, a cui egli è superiore, nella repubblica la sovranità, come ribadito nel secondo comma dell'art.1, appartiene al popolo, in nome del quale si legifera e si giudica senza che nessuno sia posto al di sopra della legge.
Tratti successivi caratteristici, ma non fondamentali, sono poi:
- L'elettività
- La temporaneità delle cariche pubbliche.

L'accesso ad esse non avviene per ereditarietà e per appartenenza dinastica, ma, appunto, per elezione, e la durata in carica non può mai essere vitalizia (se si esclude il caso particolare dei pochi senatori a vita) ma limitata ad un tempo fissato dalla legge, si tratti del Sindaco di un piccolo Comune o del Presidente della repubblica.
Diventa chiaro, in questo modo, anche il significato etimologico della parola repubblica: lo Stato non è un patrimonio familiare e dinastico che si possa trasmettere ereditariamente come un bene qualsiasi, ma è invece una res publica, appunto una cosa di tutti. Coloro che sono temporaneamente chiamati a svolgervi un importante ruolo di direzione politica non ne sono i proprietari, ma i servitori.
E, per converso, i governati non sono sudditi, ma cittadini che devono essere messi in condizione di esercitare la loro sovranità. Per questo l'articolo 1 stabilisce il carattere democratico della repubblica. Con esso, conformemente all'etimologia del termine democrazia (dal greco antico δῆμος?, dêmos, "popolo" e -κρατία, -kratía, "potere"), si intende che la sovranità, cioè il potere di comandare e di compiere le scelte politiche che riguardano la comunità, appartiene al popolo.
È naturale che un simile ruolo non possa essere esercitato in forma arbitraria. L'inciso “nelle forme e nei limiti della Costituzione” sta a indicare proprio questo fatto. Più precisamente, l'esercizio effettivo della sovranità popolare avviene in varie forme, specie il diritto di voto (art. 48 Cost.), mediante il quale ogni cittadino sceglie i propri rappresentanti a cui viene delegata non la sovranità, ma la cura effettiva degli affari pubblici. Il modello appena delineato prende perciò il nome di democrazia rappresentativa e deve essere tenuto distinto da quello della cosiddetta democrazia diretta, che di fatto può essere praticato soltanto in comunità molto piccole.
     Partito Comunista Italiano
     Partito Socialista Italiano di Unità Proletaria
     Partito d'Azione
     Partito Repubblicano Italiano
     Movimento per l'Indipendenza della Sicilia
     Partito Sardo d'Azione
     Democrazia Cristiana
     Unione Democratica Nazionale
     Blocco Nazionale della Libertà
     Fronte dell'Uomo Qualunque

La distribuzione dei seggi nell'Assemblea Costituente. Legenda:
Partito Comunista Italiano
Partito Socialista Italiano di Unità Proletaria
Partito d'Azione
Partito Repubblicano Italiano
Movimento per l'Indipendenza della Sicilia
Partito Sardo d'Azione
Democrazia Cristiana
Unione Democratica Nazionale
Blocco Nazionale della Libertà
Fronte dell'Uomo Qualunque

Mentre nel primo caso, proprio delle grandi democrazie moderne, il cittadino è rappresentato dagli eletti, nel secondo caso l'esercizio della sovranità è diretto e non richiede il meccanismo della delega e della rappresentanza. Se ne può avere un esempio nella democrazia ateniese del V secolo a.C., purché non si dimentichi che la diretta partecipazione di tutti gli uomini liberi agli affari dello Stato era resa possibile anche dall'esclusione legale delle donne, degli schiavi e degli stranieri da ogni forma di attività politica.

## Una Repubblica "fondata sul lavoro"
Il primo articolo sottolinea in modo particolare, oltre l'identità repubblicana dello Stato, come la Nazione sia fondata sul lavoro. Prima di arrivare alla forma tuttora vigente, vennero esposte varie proposte. La prima, presentata dal deputato Mario Cevolotto ometteva la formula "fondata sul lavoro" e venne presentata il 28 novembre 1946. Questa, però, non piacque alla quasi totalità dei membri dell'Assemblea e venne definita algida e carente dei tratti precisi del nascente Stato Italiano.
Fu Aldo Moro a chiedere di inserire un riferimento al lavoro.
Palmiro Togliatti presentò una seconda proposta: "L'Italia è una Repubblica democratica di lavoratori". Ma anche questo emendamento venne bocciato. Ma fu il democristiano Amintore Fanfani a presentare la formula attuale che fu appoggiata dal Partito Comunista Italiano e dal Partito Socialista Italiano. L'articolo 1 della Costituzione Italiana venne approvato nella sua interezza il 22 marzo 1947 dando finalmente un'identità alla nascente Repubblica.
Questo riferimento al lavoro non va però inteso come una norma giuridica, che obbligherebbe lo Stato a tutelarlo nel dettaglio, bensì a un richiamo al principio ad esso collegato, che è fondativo della società italiana. Il secondo comma, invece, assegnando la sovranità esclusivamente al popolo, stabilisce il carattere democratico della repubblica.

## Articoli connessi
Gli articoli connessi al primo articolo della Costituzione italiana sono il n° 48, il n° 49, il n° 71 e il n° 75. In particolare, il Titolo IV della prima parte della Costituzione è dedicato ai rapporti politici.
Esso definisce i diritti politici del cittadino, quelli cioè che garantiscono la sua effettiva partecipazione alla direzione politica del Paese, la sua concreta possibilità di concorrere, insieme agli altri cittadini, a determinare le scelte politiche del Comune, della Provincia, della Regione e dello Stato, in primo luogo, ma non soltanto, eleggendo i rappresentanti di tutte queste istituzioni.
È soprattutto in questi articoli che trova effettiva applicazione il principio democratico della sovranità popolare stabilito dall'articolo 1.